# Cetatea Pătulului
Cetatea Pătulului este un sit arheologic aflat pe teritoriul satului Cochirleni, comuna Rasova. În Repertoriul Arheologic Național, monumentul apare cu codul 62814.03.
Stratigrafia, relevată de un șir de carote orientat sud-vest - nord-est, nu este complexă. După solul actual (care are o grosime medie surprinsă în carote de 0.45 m) urmează un nivel loessoid, cu o textură fină și numeroși constituenți organici. Spre limi